# Micraeschus elataria
Micraeschus elataria är en fjärilsart som beskrevs av Walker 1861. Micraeschus elataria ingår i släktet Micraeschus och familjen nattflyn. Inga underarter finns listade i Catalogue of Life.